# Барра бинт ас-Самауаль
Барра бинт ас-Самауаль (араб. برة بنت السموأل) — мать Сафийи бинт Хуяйй, одной из жён пророка Мухаммада.
Отец — выдающийся поэт и воин из племени Бану аль-Харис Ас-Самауаль бен Адия.
Вышла замуж за Хуяййя бен Ахтаба, который был вождём племени Бану ан-Надир — одного из крупнейших еврейских племен того времени. Затем жила в Медине и стала членом племени Бану Курайза. Когда в 625 году Бану ан-Надир были изгнаны из города, Барра со своей семьей поселилась в Хайбаре. Барра пользовалась там видным положением, так как её муж считался лидером.
У неё были конфликты с пророком Мухаммадом, в результате которых произошло несколько убийств её родственников. Так, в мае 627 года её муж и сын были обезглавлены за участие в битве при Хандаке вместе с большинством ее родственников-мужчин из племени Бану Курайза. Её брат Рифаа выжил, потому что нашел убежище у мусульманки.
Дочь Барры, Сафийя, изначально была замужем за Саламом бен Мишкамом аль-Кариди, одним из вождей Бану ан-Надир. Позже она вышла замуж за Кинану бен ар-Раби бен Аби аль-Хакика ан-Назари, который был убит в 628 году после событий битвы при Хайбаре. Сафийя попала в плен вместе с другими женщинами из семьи Кинана, но ее плен на войне закончилась её браком с пророком Мухаммадом. Таким образом, Барра бинт ас-Самауаль стала тещей пророка Мухаммада. 
Что стало с ней после 628 года — неизвестно.